# 폰티액 전쟁
폰티액 전쟁(Pontiac's Rebellion)은 프렌치 인디언 전쟁과 7년 전쟁(1754-1763)이 끝난 후 영국의 오대호 지방 통치에 불만을 품은 인디언이 침략자인 영국 백인 대해 1763년에 도발을 감행한 “인디언 전쟁”이다.

## 개요
1763년 5월, 영국군 제프리 애머스트가 펼쳐온 정책에 위기감을 느낀 인디언들이 영국군의 여러 요새와 정착지를 기습하여 ‘폰티액 전쟁’을 시작했다. 인디언들은 백인들의 8개 요새를 파괴했고, 수백명의 정착민을 죽이거나, 포로로 잡았으며, 많은 백인들이 이 지역에서 대피를 하였다.
오대호 지역에서 영국군과 백인 정착민을 몰아내기 위해 많은 부족 인디언 전사가 봉기했다. 1764년, 영국군의 원정이 시작되었고, 이후 2년간 평화 협상이 진행되면서, 적대 행위의 수준은 떨어졌다. 인디언들은 영국인을 쫓아낼 수 없었지만, 이 봉기로 영국 정부의 점령지 정책에 수정을 가져오게 되었다.
인디언 전쟁이 가열되자, 포로를 살해하거나 민간인을 공격하는 등, 그 밖에도 민간인 잔학 행위가 양측에서 있었다. 오늘날 알려진 사건으로는 피트 요새 영국군 장교가 천연두균에 오염된 담요를 선물하고 주변의 인디언에게 감염시키려는 시도가 있었다. 분쟁의 잔인함은 영국인 정착민과 인디언 사이에 더해졌으며, 민족간 갈등이 표출되었다. 영국 정부에서는 〈1763년 선언〉을 발표하여 이주민과 인디언의 땅 사이의 경계를 명확히 설정함으로써 더 이상 민족 간의 대립이 심화되는 것을 막았다.

## 명칭
‘폰티액 전쟁’이라는 용어는 많은 부족을 통합하여, 협상의 전면에 섰던 오타와 족의 폰티액 추장을 따서 이름지어졌다. 이외에도, ‘폰티액의 반란’, ‘폰티액의 봉기’ 등 다양하게 불린다. 당초 전쟁의 이름은 “키야스타와 폰티액의 전쟁”이었다. 키야스타는 구야스타의 다른 읽기법이며 영향력 있는 세네카족, 밍고 족의 추장이었다. 1851년 프랜시스 파크맨이 《폰티액의 음모》(The Conspiracy of Pontiac)를 출판한 후, “음모”라는 명칭도 널리 알려지게 되었다. 파크맨의 영향력 있는 책은 1세기 가까운 사이의 전쟁에 대한 가장 신뢰할 수 있는 증언이 되어, 지금도 출판되고 있다.
파크맨을 시작으로 백인들은 인디언의 “추장 (치프)”을 “부족장” 또는 “지도자”라고 여기게 되었다. 그러나 실제로는 인디언 부족은 합의제 민주주의를 기본으로 하고 있으며, 몇몇 개인이 부족을 정리하거나 주도하는 “수장” 같은 개념은 존재하지 않았다. 인디언 추장은 “중재자”, “촉구자” 또는 “봉사자”일 뿐이었으며, 폰티액과 구야스타가 전쟁을 이끈 것은 아니었다. 추장은 중재자로서, 백인과의 협상 전면에 서야 했다. 백인은 이것을 보고, 폰티액과 구야스타가 전쟁을 이끌고, 음모를 세우고, 선동했다고 생각하고 이러한 전쟁 명칭을 붙이게 된 것이다.
20세기에 들어, 파크맨은 전쟁에서 폰티액의 영향력을 과장했고, 따라서 전쟁 명칭에 폰티액의 이름을 붙이는 것은 오해를 낳는다고 지적하는 학자들이 등장했다. 예를 들어, 1988년에 프랜시스 제닝스는 “프랜시스 파크맨의 흐린 마음은 1명의 미개한 천재, 오타와 족의 추장 폰티액으로부터 변방의 전략이 확산되었기 때문에, 그것이 ‘폰티액의 음모’가 되었지만, 폰티액은 많은 부족을 말려들게 한 반항적인 오타와 족의 하나의 전쟁 지도자에 불과했다”고 밝혔다. 전쟁의 다른 이름도 제안되었지만, 일반 역사들은 가장 많이 사용하고 있던 “폰티액 전쟁”이라는 말을 널리 사용하고 있다. 지금 “폰티액의 음모”라는 명칭은 일부 역사가들만 사용하는 명칭이다. 인디언 추장은 지도자가 아니기 때문에, 파크맨을 비판하던 제닝스도 근본적으로 인디언의 문화를 오해하고 있었다.

## 원인
당신들은 이 나라를 프랑스로부터 빼앗았기 때문에 주인이라고 생각한다. 그러나 프랑스는 어떤 권리도 가지고 있지 않았다. 그래서 이 나라는 우리 인디언 것이다.
（You think yourselves Masters of this Country, because you have taken it from the French, who, you know, had no Right to it, as it is the Property of us Indians.）
폰티액 전쟁 이전 수십 년간 프랑스와 영국은 유럽에서 일련의 전쟁에 가담했지만, 그 중에는 북미에서 격독한 ‘프렌치 인디언 전쟁’도 포함되어 있었다. 이 전쟁에서 가장 큰 것은 세계를 말려들게 한 7년 전쟁이며, 그 결과 프랑스는 북미의 뉴 프랑스를 영국에 할양하게 되었다. ‘7년 전쟁’에서 북미 전선은 1760년 ‘프렌치 인디언 전쟁’으로 불리는 영국의 제프리 애머스트 장군이 프랑스령의 몬트리올을 함락시킨 후 종전되었다.
영국군은 이전 프랑스군 수비대가 있던 오하이오 영토와 오대호 지역의 여러 요새를 점령했다. 〈1763년 파리 조약〉으로 공식적으로 종전이 되었고, 영국 왕실은 넓은 북미 영토를 관리하기 위해 변화를 주기 시작했다. 프랑스는 오랫동안 인디언과 동맹을 지속했지만, 영국은 전후 기본적으로 인디언을 정복민으로 취급했다. 패배한 프랑스와 동맹을 맺고 있었던 인디언은 영국의 점령지 정책에 불만을 품게 되었다.

### 참여 부족
폰티악 전쟁에 참여한 부족은 〈1763년 파리 조약〉까지 프랑스가 소유권을 주장했던 ‘위의 나라’(pays d' en haut)로 뉴프랑스가 애매하게 정의한 지역의 거주 부족이었다. ‘위의 나라’ 인디언들은 여러 부족으로 나뉘어 있었다. 이 때, 이 지역에서 “부족”이란 정치적 의미보다 언어의 차이라든가, 혈연관계로 나뉘어 있었다. 전 부족의 말을 할 수 있는 추장은 없었으며, 더불어 그런 일에 종사하는 부족도 없었다. 예를 들어, 오타와족이 한 부족으로 전쟁에 참여한 것이 아니라, 오타와 족의 일부 집단이 그렇게 선택한 것이며, 다른 집단은 전쟁을 반대하며 전쟁과 거리를 두고 있었다. 인디언 사회는 합의를 존중하는 민주주의 사회체제였으며, 전쟁을 좋아하지 않는 집단에게 전쟁파가 자신들의 의사를 강요할 수 있는 것은 아니었다.
‘위의 나라’ 부족은 기본적으로 3개의 집단으로 나뉘어 있었다. 첫 번째 집단은 오대호 지역의 부족이며, 오타와족, 오지브와족, 포타와토미족과 휴런족이었다. 이들 부족은 프랑스 이민자들과 오랜 동맹을 맺고 있었으며, 함께 생활하고, 교역하고 심지어는 혼인을 하기도 했다. 오대호의 인디언 부족은 프랑스가 북미를 상실한 후, 영국의 지배 하에 들어가는 것을 알고 위기감을 느끼고 있었다. 영국군이 1760년에 프랑스로부터 디트로이트 요새를 탈취했을 때, 그 지역의 인디언은 영국군에 대해 “이 나라는 정령이 인디언에게 준 땅”이라고 경고했다.
두 번째 집단은 동부 일리노이 카운티 지역의 부족이며, 마이애미족, 웨어족, 키카푸족, 마스쿠텐족 및 피안카쇼족이었다. 오대호 지역의 부족과 마찬가지로 이 지역의 부족도 프랑스와 긴밀한 교류를 해왔던 긴 역사가 있었다. 전쟁의 중심에서 멀리 떨어져 있어서 전력을 행사할 수 없었기 때문에, 전쟁 중에 영국군이 일리노이로 진출할 여지는 없었다. 그리하여 일리노이는 영국인들과 접할 기회가 없었다.
세 번째 집단은 오하이오 카운티의 집단이며, 델라웨어족, 쇼니족, 와이언도트족과 밍고족이었다. 이 부족들은 세기 이전에 영국과 프랑스, 그리고 이로쿼이족의 지배에서 벗어나기 위해 오하이오 강 계곡에 흘러들어 왔다. 오대호 지역과 일리노이주 부족과 달리 오하이오 지역의 토착 부족은 프랑스 지배와 강한 접점이 없었고, 전쟁에서 프랑스 군과 함께 싸운 이유도 영국군을 몰아내기 위해 수단이었을 뿐이었다. 오하이오 부족은 영국군이 오하이오 영토에서 철수한다는 별도의 평화안을 맺고서 영국군과 휴전했다. 그러나 프랑스가 물러나면서, 영국군은 이 지역의 요새를 포기하지 않고, 오히려 강화했기 때문에, 오하이오의 부족은 영국군을 몰아내기 위해 1763년 전쟁에 다시 참가하게 되었다.
‘위의 나라’ 외부에서는 영향력 있는 이로쿼이 연맹이 영국군과 ‘맹약의 사슬’로 알려진 동맹을 맺고 있었기 때문에, 폰티액 전쟁에 참여하지 않았다. 그러나 최서단의 이로쿼이 족인 세네카족이 동맹에 불만을 품고 있었다. 이미 1761년에 세네카족은 오대호와 오하이오 영토 부족에 전령을 보내, 영국군을 몰아내기 위해 연합을 할 것을 호소했다. 1763년 ‘폰티악 전쟁’이 시작되었을 때, 많은 세네카족이 빠르게 행동하여 전쟁에 참가를 했다.

### 애머스트의 정책

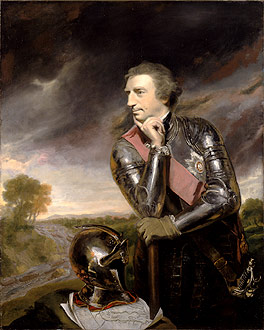
애머스트의 정책은 또 다른 전쟁을 불렀다. (유화, 조슈아 레이놀즈, 1765).

영국 북미 총사령관 애머스트 장군은 토착 인디언에 관리 정책에 대한 전반적인 책임을 지고 있었으며, 그것에는 군사적 업무와 모피 무역 규제와도 관련이 있었다. 애머스트는 프랑스가 무대에서 사라지면 인디언은 영국의 지배를 받아들일 수밖에 없을 것이라고 믿었다. 애머스트는 또한 인디언이 영국군에 대해서 어떠한 저항도 할 수 없을 거라고 믿었다. 그래서 북미에서 그의 휘하에 8,000명 중 불과 500명 정도를 전쟁이 끝난 이 지역에 주둔시켰다. 애머스트와 디트로이트 요새의 지휘관 헨리 글래드윈 소령 같은 장교들은 인디언에 대한 경멸을 숨기려 하지 않았다. 봉기에 참가한 인디언 부족은 “글래드윈이 우리를 노예나 개처럼 다룬다”고 자주 불평을 했다.
1761년 2월에 애머스트가 인디언에게 준 선물을 삭감하는 결정을 내렸을 때 토착민들은 다시 한번 분노하게 된다. ‘선물을 주는 것’은 프랑스와 “위의 나라” 인디언 부족 사이에서는 대단히 중요한 것이었다. 인디언의 관습에서 선물을 주는 것은 중요한 상징적 의미를 지녔기 때문에 프랑스는 부족의 추장에게 총이나 칼, 담배, 의류 등의 선물을 했고, 추장들은 그 선물을 부족 민들에게 나누어 주었다. 이런 과정을 통해 추장은 부족에서 권위를 유지하고 프랑스와의 동맹을 유지했다. 그러나 애머스트는 프랑스와의 전쟁 이후 예산을 절감하라는 압력을 받고 있었기 때문에, 이러한 과정을 불필요한 일종의 뇌물로 보았다. 많은 인디언 부족들이 이러한 정책 변화를 모욕으로 받아들였으며, 영국이 자신들과의 관계를 동맹이 아니라 정복민으로 여긴다고 생각했다.
애머스트는 또한 인디언들에게 판매하는 탄약이나 화약의 양을 제한하기 시작했다. 프랑스는 항상 이러한 물자를 사용할 수 있게 했지만, 애머스트는 동맹자였던 체로키족의 1761년의 반란 이후 인디언들을 믿지 않았다. 체로키족의 반란은 화약 부족으로 실패했기 때문에, 애머스트는 화약을 분배하는 양을 억제하면 미래의 도전을 막을 수 있을 것으로 봤다. 인디언 남자들은 가족을 위해 식량을 확보해야 했으며, 모피 무역을 위해 탄약은 필수품이었고, 이러한 제한 정책은 그들에게 공분과 곤궁을 가져왔다. 그들은 영국군이 인디언들에게 전쟁을 준비하지 못하도록 무장을 해제시키는 것이라고 믿기 시작했다. 인디언 담당 부서의 감찰관이었던 윌리엄 존슨 경은 애머스트에게 선물이나 화약을 제한하는 정책의 위험성에 대해 경고를 했지만, 헛수고로 끝났다.

### 토지와 신앙
토지도 전쟁의 또 다른 이유가 되었다. 프랑스 정착민들은 항상 소수였지만, 영국 정착민들은 끝도 없이 들어왔다. 오하이오 영토의 델라웨어족이나 쇼니족은 동부의 영국 이민자들로 인해서 영토를 빼앗기고 강제 이주를 당하고 있었기 때문에, 이것이 전쟁에 참여하는 동기가 되었다. 한편, 오대호 지역과 일리노이 인디언 부족은 백인 정착에 크게 영향을 받지 않았지만, 동쪽의 부족이 경험하고 있는 불안한 현실을 알고 있었다. 사학자 그레고리 다우드는 폰티액 전쟁에 관련된 대부분의 인디언이 백인이주자에 의해 강제 이주를 당할 위협에 직면하고 있던 것은 아니라고 지적하면서 사학자들이 영국 이민 확대를 전쟁의 원인으로 과도하게 강조를 했다고 주장했다. 다우드는 영국군의 주둔과 태도, 그리고 정책들이 인디언들이 위기와 모욕으로 여겼고, 이것이 본질적인 전쟁의 중요한 요소라고 믿었다.
전쟁을 발발하게 한 또 다른 요인으로는 1760년대 초기 인디언 영토를 휩쓸었던 신앙적인 각성이었다. 이 운동은 영국에 대한 불만과 함께 식량 부족과 전염병으로도 가속화되었다. 이 현상에서 가장 영향력이 있었던 사람은 “델라웨어의 예언자”로 알려진 네오린이었다. 네오린은 인디언들에게 교역 상품이나 알코올 및 백인의 무기를 멀리하도록 권했다. 네오린은 전통적인 인디언 신앙에 기독교적 요소를 융합시켜, 청중을 향해 백인의 악습으로 물드는 인디언을 보고 위대한 영혼이 불쾌해 하며, 영국이 인디언의 존재 자체에 위협이 될 것이라는 말을 들려 줬다. 네오린은 “만약 너희들이 그 안에 영국인을 넣으면, 너희들은 죽은 자가 된다. 질병, 천연두 및 독(알코올)이 너희들 모두를 파괴할 것”이라고 말했다. 이러한 주장은 통제할 수 없는 힘에 의해 변화하는 세계 속에 있던 사람들에게는 강력한 메시지가 되었다.

## 전쟁

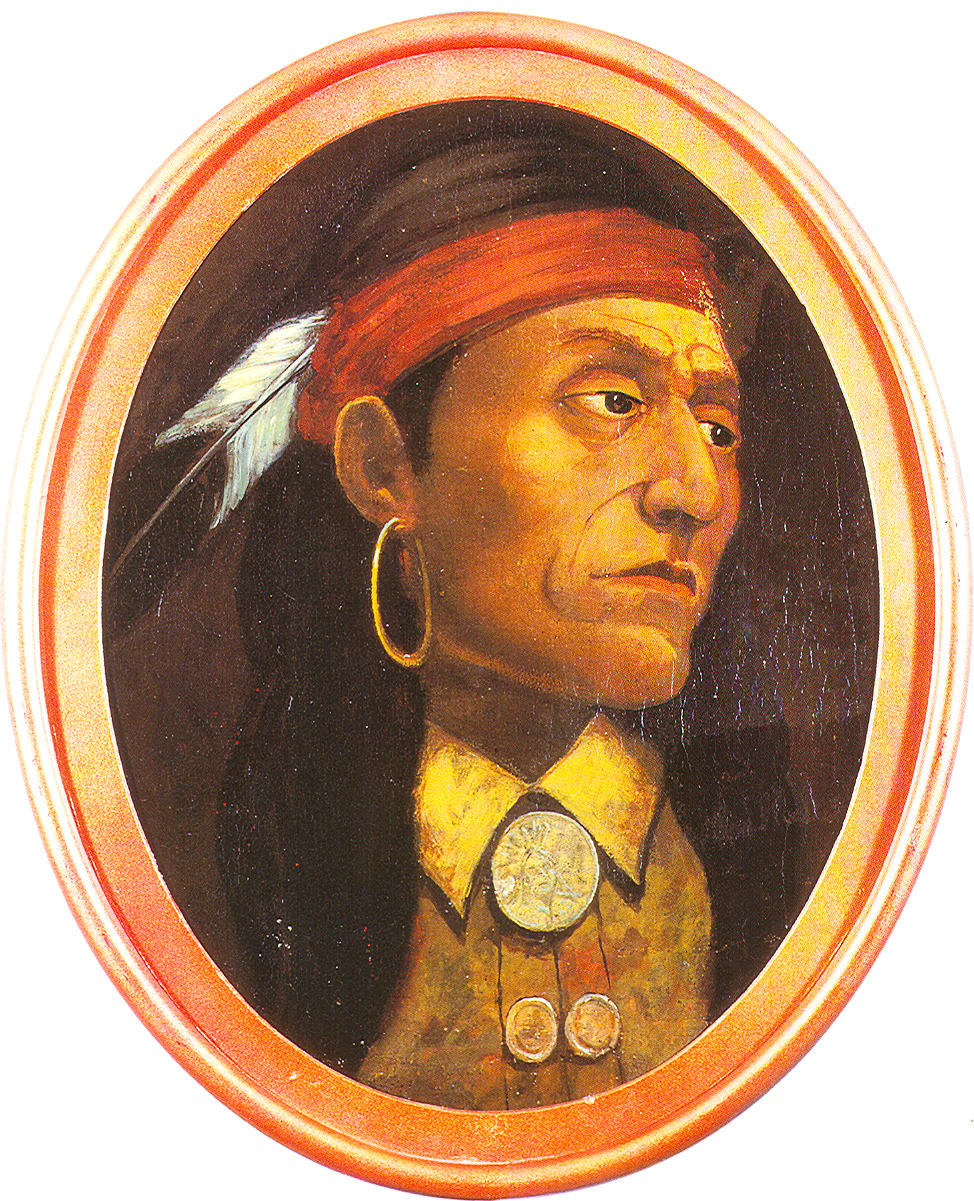
폰티액은 종종 예술가들의 상상력을 자극하지만, 19세기 존 믹스 스탠리가 그린 위의 그림처럼, 신뢰할만한 초상화는 존재하지 않는다

### 전쟁 모의
폰티액 전쟁이 시작된 것은 1763년이지만, 영국 당국이 인디언이 반란을 계획하고 있다는 소문을 접한 것은 1761년이었다. 오하이오 영토 세네카족과 밍고족이 연합하여 영국군을 몰아내자는 통문, 왐펌(조개 구슬 비즈로 쓰여진 전언)으로 만든 “전대”를 안내장으로 각 지파에 돌렸다. 그야스타와 타하이아드리스가 있었던 밍고족은 자신들의 땅이 영국군의 요새에 둘러싸여 있는 사태를 우려하고 있었다. 동일한 왐펌 “전대”가 디트로이트와 일리노이 주에서도 만들어졌다. 그러나 인디언들의 결속은 진행되지 않았고, 1761년 6월에는 디트로이트의 인디언이 세네카족 계획을 영국군의 지휘관에게 누설했다. 1761년 9월 윌리엄 존슨가 디트로이트의 많은 부족과의 협의를 한 후에 위태한 평화가 계속 유지되고 있었지만, “전대”는 계속 돌려졌다. 1763년 초, “위의 나라”(pays d'en haut)가 프랑스에서 영국으로 할양된 것을 알게 된 인디언은 마침내 전쟁의 포문을 열었다.
폰티액의 주도로 오타와족의 디트로이트 요새 공격으로 시작된 싸움은 급속히 지역 전체로 퍼졌다. 영국군의 요새 중 8개가 점령되었고, 이외에도 디트로이트 요새, 피트 요새가 포위되었지만, 이들을 무너뜨리지는 못했다. 프랜시스 파크맨은 “폰티액의 음모”(The Conspiracy of Pontiac)에서 이러한 공격이 폰티액의 전략적 협동 행위라고 설명하고 있다. 파크맨의 해석은 널리 알려져 있지만, 이 공격이 전체 계획의 일부인지 또는 전체가 ‘음모’인지는 뚜렷한 증거가 없다고 주장하는 역사가도 있다. 오늘날 학자들 사이에서 일반적인 관점은 사전에 계획되었다기 보다는 폰티액 등이 디트로이트 요새에서 일으킨 봉기의 소식이 “위의 나라”에 전해져 이미 불만을 품고 있던 인디언 부족이 봉기에 참여할 동기부여가 되었다는 것이다. 영국군 요새에 대한 공격은 동시다발적인 것이 아니었다. 대부분의 오하이오 영토 인디언 부족은 폰티액이 디트로이트 요새를 포위한 후 1개월이 지나서 전투에 참여를 했다.
파크맨은 폰티액 전쟁이 영국군을 괴롭힐 의도로 프랑스 정착민에 의해 비밀리에 선동되고 있었다고 믿었다. 이러한 견해는 당시 영국 당국에 의해 널리 지지를 받았지만, 이후 사학자들은 이 봉기에 프랑스인이 관여되었다는 증거를 찾지 못했다.(프랑스가 선동했다는 소문은 7년 전쟁에서 프랑스 전선이 원주민 마을에까지 뻗쳤기 때문이었다.) 현대의 사학자들은 프랑스가 원주민들을 부추겼다기보다는, 오히려 인디언들이 프랑스인들을 부추겼다는 지적하기도 한다. 폰티액과 다른 인디언 지도자들은 종종 프랑스의 지배 부활과 프랑스-인디언 동맹의 재현에 대해서 언급을 했다. 폰티액은 자신의 마을에 프랑스 국기를 게양하기까지 했다. 이러한 행동은 모두 프랑스를 대영국 투쟁에 동참하도록 자극했던 의도된 행동이었다. 일부 프랑스 정착민들과 무역상들이 봉기를 지지했지만, 전쟁은 분명 인디언들이 시작했고, 그들에 의해 치러졌다.
미들턴은 2007년 폰티액의 비전, 용기, 끈기 그리고 조직 장악력이 인디언들을 잘 단결시켜 영국에 저항할 수 있도록 준비시켰다고 주장했다. 비록 앨리가니 산맥 서쪽의 인디언들을 해방시키겠다는 생각은 그 자신으로부터 나온 것이 아니라 두 세네카 부족장들로부터 나왔지만, 1763년 2월경에 폰티액은 그러한 이상을 포용한 것처럼 보였다. 비상위원회에서 폰티액은 광범위한 세네카 부족의 군사적 계획을 명시했으며, 다른 인디언들을 군사적 도발에 동참시키도록 자극하는 역할을 수행했다.

### 디트로이트 요새 포위전
1763년 4월 27일, 폰티액은 디트로이트의 마을에서 약 16 km 떨어진 곳에서 부족간 협의회를 열었다.(인디언 사회는 합의제이다). 폰티액은 네오린에 배운 청중 설득법에 따라 오타와족, 오지브와족, 포타와토미족, 휴런족에게 여러 디트로이트 요새 점령 계획에 참여해 줄 것을 호소했다. 5월 1일, 폰티액은 50명의 오타와 족 전사를 이끌고 요새 수비대를 정찰하기 위해 요새로 향했다. 프랑스 연대기 저자에 따르면 폰티액은 두 차례 부족 간 협의를 통해 다음과 같이 요청을 한 것으로 되어 있다.
우리를 그리고 형제들을 위해 우리는 파괴만 일삼는 무리들을 이 땅에서 몰아낼 겁니다. 우리 모두가 알다시피 우리 형제들, 프랑스인들이 해왔던 것과 같이 자급자족할 수 없습니다. 우리 모두 영국인 모두를 파괴하는데 더 이상 주저하지 않을 것임을 맹세해야 합니다.

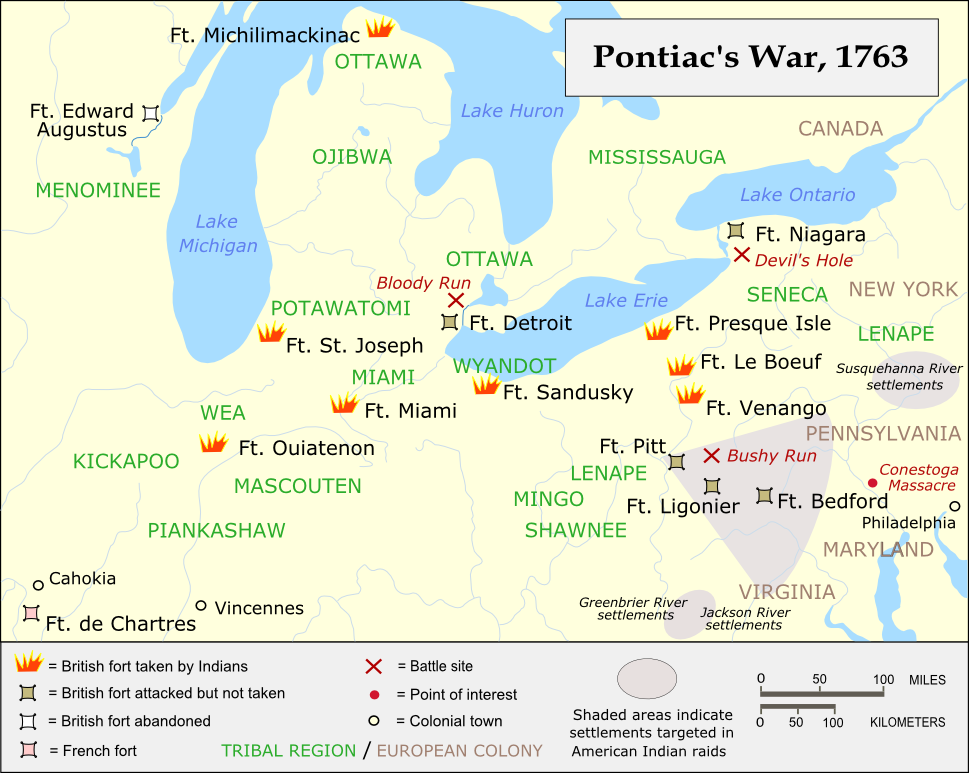
폰티액 전쟁의 요새와 전투

폰티액은 기습으로 강력한 요새를 함락시킬 계획을 세웠고, 5월 7일 무기를 숨긴 약 300명의 전사와 함께 디트로이트 요새로 들어갔다. 하지만 영국군 지휘관은 이미 인디언 연합 전략을 숙지하고, 무장 공격에 대비했다. 인디언들은 작전이 실패했다는 것을 알게 되자 간단히 회의를 하고 이틀 만에 요새를 포위했다. 폰티액 일당은 요새 바깥에서 찾아낸 영국군과 정착민들에 대해서는 여자나 아이를 가리지 않고, 모두 죽였다. 군인들 중 한 명은 오대호 지역의 인디언 부족의 관습에 따라 의식의 제물로 식육되었다. 폭력은 영국인에게만 해당되었고, 프랑스 정착민은 일반적으로 안전을 위협받지 않았다. 결국 여섯 지파 900명 이상의 전사가 포위전에 참가했다. 영국군은 원군의 도착 후, 폰티액의 숙영지를 급습했지만, 이미 폰티액이 알고 기다리고 있었으며, 7월 31일의 ‘블러디 런 전투’에서 영국군을 패퇴시켰다.
그럼에도 불구하고 디트로이트 요새 상황은 교착 상태를 벗어나지 못했고, 폰티액의 동포에 대한 장악력은 점점 약해졌다. 인디언 부족 중에는 포위를 포기하는 사람이 나타나, 출발 전에 영국군과 휴전 협정을 체결한 부족도 있었다. 10월 31일, 폰티악은 일리노이주 프랑스인들에게서 디트로이트 요새의 공격 협조를 받을 수 없다는 깨닫고, 포위를 풀고 모미 강으로 이동했다. 폰티악은 그곳에서 인디언들에게 영국군에 대한 저항을 계속하자고 호소했다.

### 작은 요새 점령
폰티액의 디트로이트 요새 포위 공격을 다른 영국군 요새가 알기도 전인 5월 16일에서 6월 2일에 걸친 일련의 전투에서 인디언 부족은 5개의 작은 요새를 탈취했다. 최초로 함락시킨 것은 이리호 연안의 작은 요새에 불과했던 샌더스키 요새였다. 이 요새는 원주민인 와이언도트 족의 반대에도 불구하고 1761년 애머스트 장군의 명령으로 만들어졌지만, 1762년에 그들은 그 요새를 불태울 것이라는 경고를 했다. 5월 16일, 와이언도트족 무리가 회의를 연다는 구실을 가장해 요새에 들어갔다. 같은 방법으로 9일 전에 시도했던 디트로이트 요새로 잠입은 실패로 돌아갔지만, 그들은 지휘관을 붙잡고, 잡아 다른 15명의 병사를 살해했으며, 요새에 있던 영국인 무역상도 살해를 당했다. 이들이 전쟁 초기에 살해를 당한 100여명의 무역상인들 중 최초의 피해자가 되었다. 시체는 인디언 의식에 따라 두피가 벗겨졌고, 요새는 1년 전 와이언도트족이 경고한대로 불태워졌다.
세인트 조셉 요새 (오늘날의 미시간주 나일)는 5월 25일에 샌더스키 요새와 같은 방식으로 점령당했다. 포타와토미 족에게 지휘관이 잡혀 15명의 수비병 대부분은 즉각 살해당했다. 마이애미 요새(오늘날의 인디애나 주, 포트 웨인시)는 세 번째로 함락된 요새였다. 5월 27일, 지휘관이 인디언 여성에 요새 밖으로 유인을 당해서 마이애미 족에게 총에 맞아 죽었고, 요새가 항복한 후 9명의 수비병은 항복을 했다.
일리노이 주에서는 웨어족, 키카푸족 및 매스쿠텐족이 위아테논 요새(오늘날 인디애나 주, 라파예트)가 1763년 6월 1일 점령되었다. 그들은 병사들을 회의를 한다고 밖으로 유인하고, 20명의 포로들의 유혈사태 없이 포로로 잡았다. 위아테논 요새 근처의 인디언 부족은 영국군 수비대와 좋은 관계에 있었지만, 디트로이트 폰티액 추장에게서 파견된 사신들은 그들에게 공격을 종용했다. 전사들은 요새의 지휘관에게 “다른 부족들이 이렇게 하도록 강제했다”고 말을 했다. 다른 요새와는 달리 위아테논 요새에서 포로들의 인명살상은 없었다.
다섯 번째로 함락된 요새인 미칠리마키낙 요새(오늘날의 미시간 주, 마키나우 시)는 기습으로 점령한 최대 규모의 요새였다. 6월 2일, 오지브와족이 방문한 소크족과 함께 스틱 볼(라크로스의 전신)의 경기를 하고 있었다. 이전에도 그런 일이 있었기 때문에, 병사들은 경기를 구경하고 있었다. 스틱에 맞은 볼이 열려진 요새 문으로 들어가자 무리들이 함께 들어갔고, 그곳에서 인디언 여자들이 몰래 반입한 무기를 건네받았다. 급습을 통해 인디언들은 35명의 수비병 중 약 15명을 전투에서 죽이고, 그 밖에도 더섯 명을 더 고문하여 죽였다.
6월 중순에는 두 차례 공격으로 오하이오에 있던 세 개의 요새가 점령되었다. 6월 16일 무렵에 이뤄코이족, 세네카족이 베난고 요새(오늘날 펜실베니아, 프랭클린 부근)를 점령했다. 그들은 세네카족의 불만을 기록할 지휘관을 제외하고 12명의 수비병 전원을 즉시 죽었다. 그후 지휘관도 세네카족의 의식에 따라 화형에 처했다. 오늘날 펜실베니아주, 워터 포드에 있던 르뵈프 요새는 6월 18일 세네카족에 의해 기습을 받았지만, 12명의 수비병의 대부분이 핏 요새로 탈출할 수 있었다.
여덟 번째이자 최후로 함락된 요새는 프레스퀴 아일 요새(오늘의 펜실베니아 주, 이리)로 약 250명의 오타와족, 오지브와족, 와이언도트족 및 세네카족에 의해 6월 19일 밤, 포위를 당했다. 이틀 동안 버텼지만 60명의 수비대 중 약 30명이 핏 요새로 반환되는 조건으로 항복했다. 그러나 인디언들은 그들 대부분이 요새로 나오자마자 살해했다.

### 피트 요새 포위전
서부 펜실베니아 정착민은 전쟁 발발 후 안전한 곳을 찾아 피트 요새로 대피하였다. 거의 550명에 가까운 사람들로 요새가 붐볐으며, 그 중 200명 이상은 여자와 아이들이었다. 스위스 태생의 영국군 지휘관 시미언 에큐이어는 “요새 안은 북새통이었기 때문에 나는 전염병을 두려워했다. 천연두가 유행하고 있었다”는 기록을 남겼다. 피트 요새는 6월 22일에 델라웨어족을 중심으로 하는 인디언의 공격을 받았다. 요새 방어가 우수했기 때문에 7월 내내 포위공격을 버텼다. 한편 델라웨어족과 쇼니족의 전사가 펜실베니아 깊이 침투하여 포로들을 잡고, 농장 여기저기서 잘 알려지지 않았던 이주민들을 죽였다. 피트 요새 동쪽의 2개의 작은 요새, 베드포드 요새와 리고니에 요새가 산발적인 공격을 받았지만, 점령 상태까지는 이르지 못했다.
전쟁 전 영국군 애머스트 장군은 인디언이 영국군 통치에 효과적으로 저항할 수 있는 가능성을 부인했지만, 그 해 여름의 군대의 처지는 냉혹했다. 애머스트는 부하들에게 포로가 된 적인디언을 “즉각 사살하라”는 지시를 내렸다. 1763년 6월 29일, 피트 요새를 구원하기 위해 펜실베니아 랭커스터에서 원정대를 준비하고 있던 헨리 부켓 대령에게 애머스트는 다음과 같은 서신을 보냈다. “불만을 품은 인디언 부족에게 천연두를 보낼 수는 없을까? 이놈들을 줄이기 위해서는 우리가 쓸 수 있는 모든 전략을 사용해야 한다.”
동의를 한 부켓 대령은 7월 13일 애머스트에게 회신을 썼다. “여러 장의 담요에 천연두균을 오염시켜 그 개자식들의 손에 들어가게 하겠습니다. 물론 나는 감염 안 당하도록 조심해야겠죠.” 애머스트는 7월 16일 호의적으로 회신했다. “담요로 인디언들을 감염시키면 충분히 잘될 것이야. 이 지긋지긋한 놈들을 근절할 수 있는 모든 방법을 동원해!”
애머스트와 부켓이 논의 중인 방법을 피트 요새에 포위된 사관들은 이미 자발적인 의지로 시도하고 있었다. 6월 24일 핏 요새에서 평화 협상을 하는 동안 에큐이어는 포위하고 있던 델라웨어 족의 대표에게 천연두균에 노출된 두 장의 담요와 한 장의 손수건을 보냈다. 그들은 인디언들이 천연두에 걸려서 포위망을 해제하기를 기대했던 것이다. 민병대 지휘관이었던 윌리엄 트렌트는 그 담요를 전달한 목적-인디언들에게 천염두를 감염시키기 위해-을 밝혀주는 기록을 남겼다.
인디언들에게 천연두를 퍼트리기 위한 이 시도가 성공했는 지에 대한 여부는 불분명하다. 폰티액 전쟁 중 많은 인디언이 천연두로 죽었기 때문에, 프랜시스 제닝스와 같은 역사학자는 이 시도가 “분명히 효과적이었다!”고 주장을 했다. 그러나 이후의 많은 학자들은 천연두가 담요 때문에 발발했는 지에 대해서는 의문을 제기하고 있다.
증언록에 의해면, 천연두는 담요 전달 사건 이전에 이미 오하이오 인디언들 사이에 유행하고 있었던 것이다. 이미 천연두가 이 지역에서 창궐하고 있었기 때문에, 여러 경로를 통해 천연두가 인디언 마을에도 도달했을 가능성이 있다는 것이었다. 목격자들은 전쟁 이후 천연두에 걸린 인디언 전사들이 오히려 백인 정착민들을 감염시켰으며, 그들을 돌려보내서 병을 확산시켰다고 보고했다. 역사학자인 마이클 맥코넬은 “천연두를 생화학 무기로 사용하기 위한 영국의 노력은 필요하지도 않았고, 효율적이도 못했다.”고 결론을 내리고 있다. 역사학자 데이비드 딕슨은 “핏 요새 밖의 인디언들이 명확히 천연두 창궐로 감염된 것은 아니다.” “인디언들이 많은 감염 경로를 통해 그 치명적인 질병에 걸렸는지 모르겠지만, 피트 요새의 감염된 담요는 그러한 감염 경로 중 하나에 불과했다”고 결론지었다.

### 부시런과 데블스 홀
8월 1일, 부켓 대령이 지휘하는 영국군 500명이 핏 요새를 향하고 있다는 소식에 들은 인디언 부족들은 이들을 저지하기 위해 요새 포위를 해제했다. 8월 5일, 두 군대가 부시런 전투에서 충돌했다. 부켓 대령이 이끄는 부대가 많은 사상자를 기록하긴 했지만, 인디언의 습격을 잘 막아냈고, 8월 20일에는 핏 요새를 구할 수 있었다. 부시런에서 부켓의 승리는 온 영국 식민지를 떠들썩하게 했으며, 필라델피아 교회는 밤새 종을 울렸다. 또한 영국 국왕 조지 3세도 칭찬을 했다.
그러나 이 승리 이후 값비싼 패배가 이어졌다. 서부에서 가장 중요한 요새 중 하나인 나이아가라 요새는 그때까지 습격을 받지 않았지만, 9월 14일 300명 이상의 세네카 족, 오타와 족 및 오지브와 족이 나이아가라 폭포를 따라 보급로에서 보급 부대를 덮쳤다. 나이아가라 요새도 두 개의 구원 중대가 파병했지만, 이들도 당하고 말았다. 70명 이상의 군인과 마부가 이 전투에서 전사했다. 영국계 정착민들은 이것을 ‘데블스 홀 학살’이라고 불렀고, 영국군이 폰티액 전쟁에서 입은 가장 최대 규모의 피해였다.

## 팩스턴 보이즈

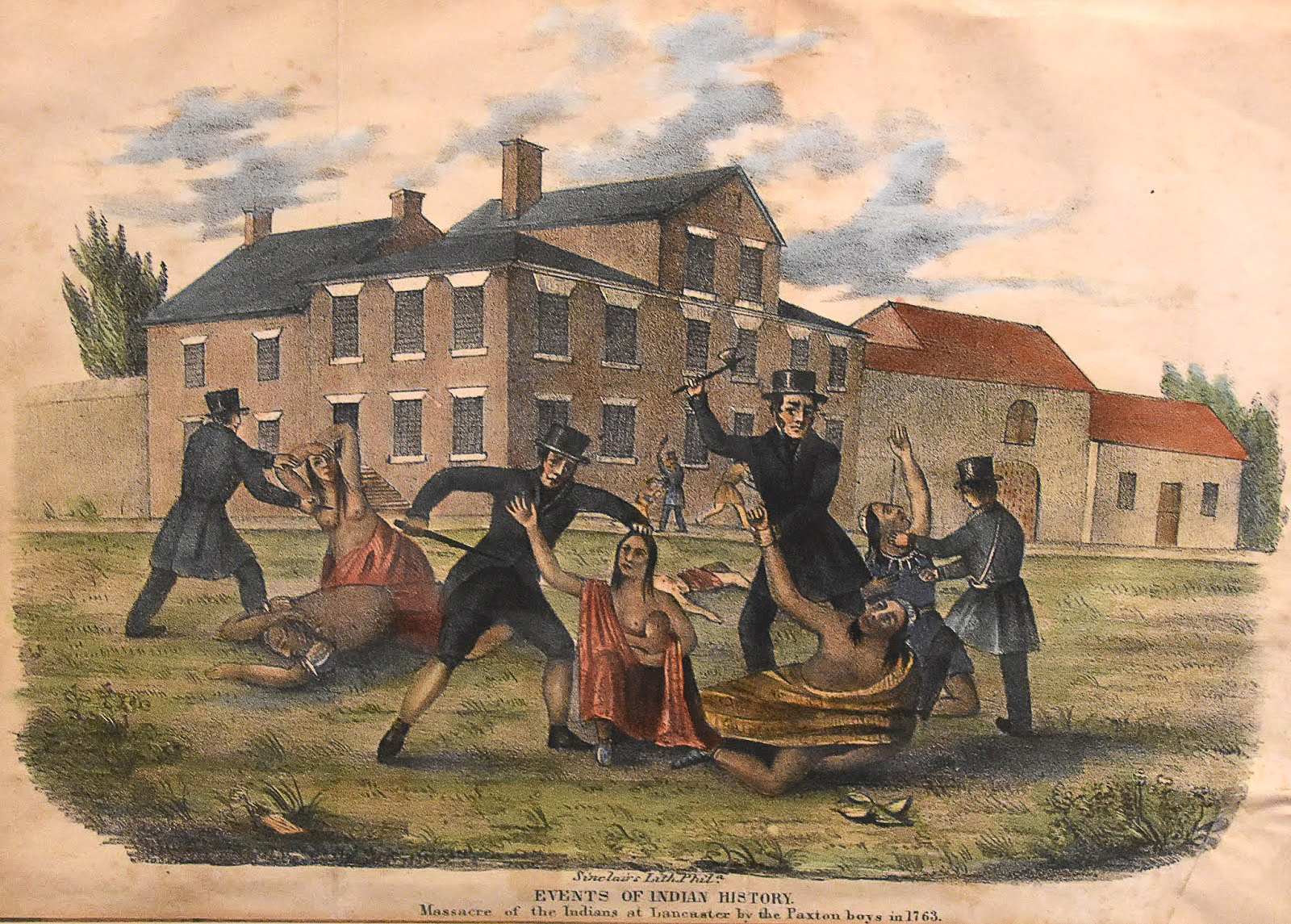
팩스턴 보이즈에 의한 랭카스터 인디언의 학살, 1763년, 석판화 Events in Indian History (John Wimer, 1841).

폰티액 전쟁의 폭력과 공포는 많은 서부 펜실베니아 이주민들에게 정부가 자신들을 잘 보호해 주지 않는다는 것을 확신시켰다. 이러한 불만은 팩스턴 보이즈로 알려진 자경단 집단에 의해 폭동으로 표출되었다. 팩스턴 보이즈는 펜실베니아 팩스턴 마을 근처에서 주로 모여 있었기 때문에 그렇게 호칭된 것이다. 팩스턴 사람들은 펜실베니아 백인 정착민 사이의 작은 마을에서 평화롭게 살고 있었던 기독교를 믿는 인디언에게 분노를 돌렸다. 1763년 12월 14일, 코네스토가 인디언 마을에서 인디언 전사 무리가 목격되었다는 소문으로 촉발되어, 50명 이상의 팩스턴 보이즈 집단이 마을에 들어가 거기서 찾은 6명의 서쿼해나족을 살해했다. 펜실베니아 정부는 남아있던 서쿼해나족 14명을 랭커스터에 위치한 유치장으로 옮겼으나, 12월 27일, 팩스턴 보이즈가 유치장에 난입해 해 그들을 살해했다. 존 펜 주지사는 살인자를 체포하도록 촉구했지만, 아무도 나서는 사람이 없었다.
팩스턴 보이즈는 다음으로 동부 펜실베니아에 사는 다른 인디언 구역에서 목격되었고, 그들 중 많은 이들이 보호를 받기 위해 필라델피아로 대피한 이들이었다. 1764년 1월, 수백명의 팩스턴 사람들이 필라델피아를 향해 행진했다. 영국군과 필라델피아 민병대가 이들의 폭력 행위를 저지했다. 이 지역의 민병대 조직에 공헌한 벤자민 프랭클린은 팩스턴 지도자와 협상을 통해 직면한 위기를 끝냈다. 이후 프랭클린은 팩스턴 보이즈를 고발하는 기소장을 냈다. “만약 한 인디언이 나를 다치게 한다면, 모든 인디언들에게 보복을 가해야 할까?”라고 물었다. 팩스턴 보이즈의 지도자 중 한 명인 라자러스 스튜어트는 1778년 와이오밍 전투에서 전사했다.

## 영국의 반응, 1764–1766
개척민들에 대한 인디언의 습격은 1764년 봄과 여름도 한층 가열되었다. 그 해 가장 피해 심했던 곳은 100명 이상의 이주민이 살해당한 버지니아였다. 5월 26일, 메릴랜드의 컴버랜드 요새 근처의 농장에서 일하던 15명의 이주민들이 살해당했다. 6월 14일, 펜실베니아 루돈 요새 근처에서는 약 13명의 정착민이 살해당하고 집이 불탔다. 가장 악랄한 습격은 7월 26일에 일어났다. 오늘날 펜실베니아 프랭클린 카운티에서 4명의 델라웨어족 전사가 학교를 급습하여 교사 1명과 어린이 10명을 죽이고 머리가죽을 벗긴 것이다. 이러한 사건에 직면한 펜실베니아 의회는 펜 주지사의 승인을 얻어, 프렌치 인디언 전쟁 때 열린 두피 보상제를 재도입했다. 이 제도는 여성을 포함 10살 이상의 인디언을 죽여 머리가죽을 가져오면 상금을 지급하는 것이었다.
1763년 8월, 소요사태에 책임을 지고 있던 애머스트는 무역위원회의에 의해 런던으로 소환당했고, 토마스 게이지 장군이 뒤를 이었다. 1764년, 게이지는 두 원정대를 서부로 보내 반란을 진압하고, 포로가 된 영국인을 구출하고 전쟁에 책임 있는 인디언을 체포하려 했다. 역사가 프레드 앤더슨에 따르면 게이지 전략은 원래 애머스트가 세운 것이며, 전쟁을 끝내기보다는 인디언을 처벌에 중점을 두고 있었기 때문에, 전쟁을 1년 이상 끌게 되었다. 게이지의 전략이 애머스트의 것과 달랐던 점은 나이아가라에서 윌리엄 존슨을 통해 평화 협상을 진행한 것이며, “도끼를 치울” 준비가 있던 인디언들에게 그렇게 할 수 있는 기회를 부여한 것이었다.

### 나이아가라 요새 협정
1764년 7월부터 8월까지 존슨은 주로 이로쿼이 족으로 구성된 약 2,000명의 인디언들과 나이아가라 요새에서 조약 협상을 벌였다. 이로쿼이 족은 대부분 전쟁에서 제삼자였지만, 제네시강 계곡의 세네카 족이 영국에 무기를 들고 저항을 하고 있었기 때문에, 존슨은 그들을 동맹의 사슬로 되돌리려 했다. 데블스 홀 매복에 대한 배상으로서 세네카 족은 전략적으로 중요한 나이아가라 수송로를 영국군에게 양도할 것을 강요당했다. 존슨은 이로쿼이 족 전사 한 무리를 오하이오 인디언에 파견하도록 설득했다. 이로쿼이 원정대는 많은 델라웨어족을 포로로 잡았고, 서스쿼해나 강 계곡에 버려진 델라웨어족과 쇼니족의 마을을 파괴했다. 그러나 존슨이 기대한만큼 전쟁에 공헌하지는 않았다.

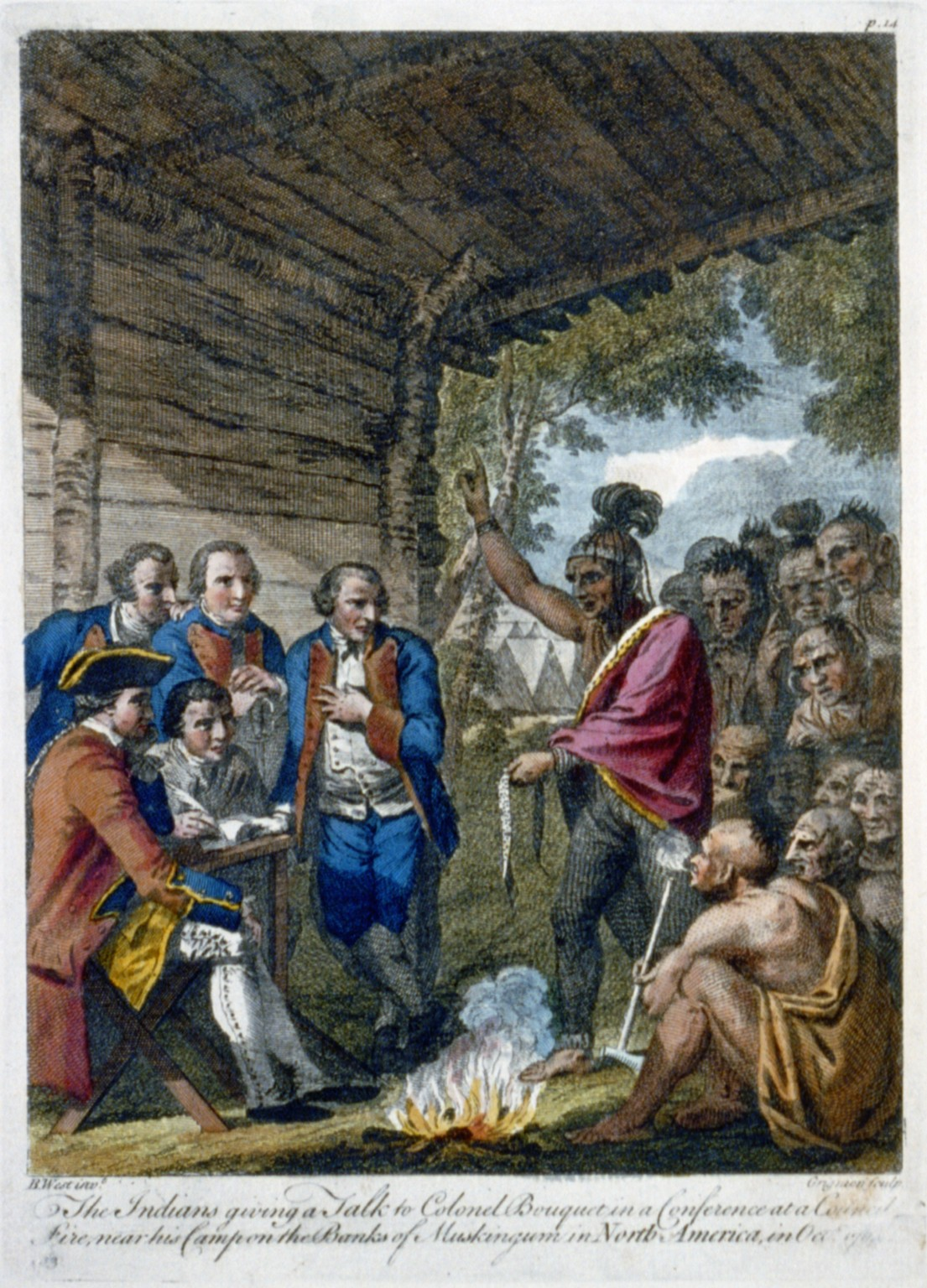
벤자민 웨스트가 1765년 그린 부켓의 협상. 인디언 측 원주민이 왐펌 벨트를 들고 있다. 이스턴 우드랜즈에서는 외교에서 필수적이었다.

### 두 원정대
나이아가라 요새 일대를 확보한 영국군은 두 개의 원정대를 서쪽으로 파병했다. 첫 번째 원정대는 존 브래드스트리트 대령이 지휘하는 것으로 배를 타고 이리 호를 건너 디트로이트를 보강하기 위한 조치였다. 브래드스트리트는 디트로이트 주변의 인디언을 진압하고, 그 남쪽 오하이오 영토에 진입할 예정이었다. 부켓 대령이 이끄는 두 번째 원정대는 피트 요새를 나와 서쪽으로 진군하여, 오하이오에 두 번째 전선을 만들려고 하였다.
1764년 8월, 브래드스트리트는 1,200여명의 병사와 윌리엄 존슨에 의해 징병된 인디언 동맹 대표단과 함께 슐로서 요새를 출발했다. 브래드스트리트는 인디언을 힘으로 굴복시키기 위한 전력이 부족하다고 느꼈기 때문에, 8월 12일에 이리호 강풍 때문에 프레스 섬에 머물렀을 때, 구야스타가 이끄는 오하이오 인디언 부족 대표와 화해 협상을 시작하기로 결정했다. 브래드스트리트는 단순한 정전 이상의 평화 협정을 맺고, 아직 출발도 하지 않았던 부켓 원정대를 멈추게 하기로 합의함으로써 월권행위를 하고 말았다. 게이지와 존슨 그리고 부켓은 브래드스트리트가 월권행위를 했다는 것을 듣고 격분했다. 게이지는 브래드스트리트가 속아 오하이오 영토에 대한 공격 임무를 포기했다고 생각했고, 그 협정을 인정하지 않았다. 게이지가 옳았지도 모른다. 오하이오 인디언 부족은 9월에 실시된 브래드스트리트의 2차 회의에서 약속한 포로를 반환하지 않았으며, 일부 쇼니족들은 전쟁을 계속하기 위해 프랑스인들의 협력을 얻으려고 했다.
브래드스트리트는 자신의 승인되지 않은 외교가 상관의 분노를 샀다는 것을 모른 채 서쪽으로 계속 이동했다. 8월 26일, 디트로이트 요새에 도착하여 그곳에서 새로운 조약 협상을 벌였다. 브래드스트리트는 협상에 불참한 폰티액의 신뢰를 떨어뜨리기 위해 오타와 족 지도자가 회의장에서 보낸 평화의 벨트를 산산조각 냈다. 사학자 리처드 화이트에 따르면, “이런 행위는 유럽 대사가 제안한 조약에 오줌을 싸는 행위와 마찬가지며, 참석한 인디언들에게 충격과 모욕을 주는 것이었다.” 브래드스트리트는 인디언들이 협상 결과, 영국의 주권을 인정했다고 주장했지만, 존슨은 인디언에게 설명이 충분하지 않아서 추가 협의가 필요하다고 믿었다. 브래드스트리트는 지역의 영국군 요새를 강화하고, 재점령하는데 성공했지만, 그의 외교는 여전히 논란거리로 남아있었다.

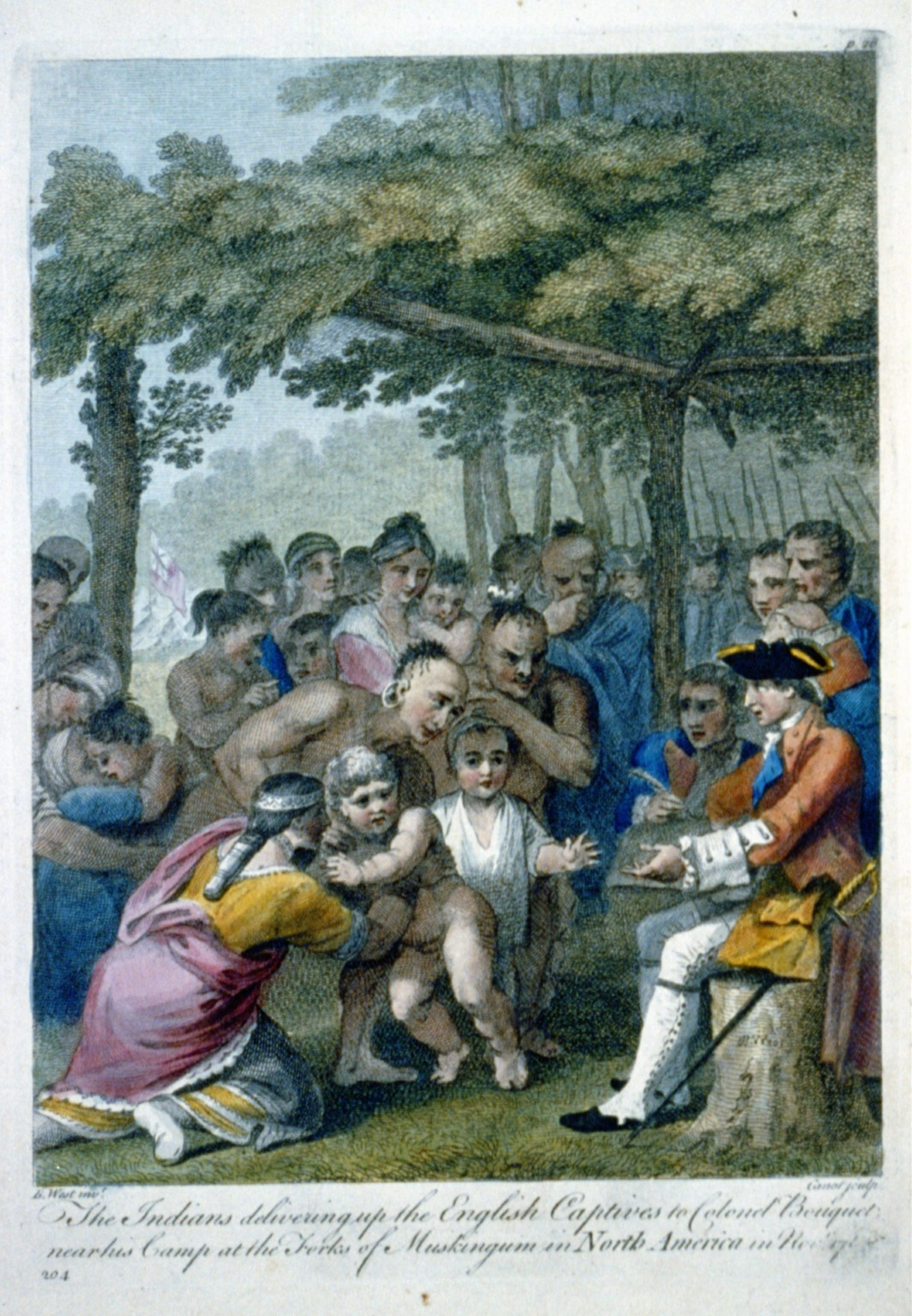
포로로 잡혀간 많은 아이들이 인디언 가정에 입양되었기 때문에, 벤자민 웨스트가 그린 그림과 같이 강제송환은 눈물의 이별이 되었다.

부켓 대령은 민병대를 모으기 위해 펜실베니아에서 지체되고 있었고, 10월 3일 1,150명을 데리고 겨우 핏 요새를 출발했다. 부켓은 오하이오 카운티에서 머스킹엄 강까지 행군을 했고, 많은 인디언 마을을 타격할 수 있는 거리까지 진군했다. 나이아가라 요새와 디트로이트 요새에서 평화 협상이 진행되고 있었기 때문에, 오하이오 인디언 부족은 고립되어 있었으며, 일부를 제외하고 평화협정을 맺을 준비가 되어 있었다. 10월 17일 시작된 협상에서 부켓은 오하이오 인디언 부족이 프렌치 인디언 전쟁 때부터 귀환하지 않은 사람을 포함하여 모든 포로들을 반환하라고 요구했다. 구야스타 등의 지도자들은 마지못해 200여명 포로를 반송했지만, 그들 중 많은 이들이 인디언 가정에 입양된 이들이었다. 모든 포로가 반환된 것이 아니었기 때문에, 인디언들은 다른 포로가 귀환할 때까지 인질을 보내도록 강요받았다. 오하이오 인디언 부족은 윌리엄 존슨과 공식적인 추가 평화 협상의 자리에 앉을 것을 약속했고, 그것은 1765년 7월에 종결되었다.

### 폰티액과의 협정
실질적인 전투는 1764년 원정으로 사실상 종결되었지만, 인디언들이 일리노이에서는 여전히 저항을 호소하고 있었다. 그곳의 프랑스 샤르트르 요새는 아직 영국군에게 접수되지 않았었다. 이 지역에서는 쇼니 족의 새일럿 캐스케 추장이 가장 집요한 반영국파 전사로 두각을 나타냈으며, 일시적으로 폰티액의 영향력을 능가할 정도였다. 캐스케는 영국에 대항하기 위해 프랑스 협력자를 찾아 먼 남쪽의 뉴올리언스까지 여행했다.
1765년, 영국은 일리노이 점령이 외교적인 수단에 의해서만 가능하다고 결론지었다. 영국 관리는 폰티액에 초점을 맞췄다. 폰티액은 오하이오 영토 인디언이 부켓과 정전한 것을 듣고, 임전태도를 자제했다. 존슨의 보좌관인 조지 크로건은 1765년 여름에 일리노이 주에 가는 도중에 키카푸 족이나 마스쿠텐 족의 습격으로 부상을 당했지만, 간신히 폰티액을 만나 협상을 시작했다.
백인은 폰티액을 “부족 지도자”라고 믿고 있기 때문에, 그는 개인과 조약 협상을 맺고 싶어 했던 것이다. 납득할 수 없었던 새일럿 캐스케는 크로건을 화형시키려 했으나 폰티액이 그를 자제시키고 뉴욕으로 여행할 것을 동의했다. 폰티액은 1766년 7월 25일에 온타리오 요새에서 윌리엄 존슨과 정식 협약을 체결 (×로 서명했다) 했다. 그것을 항복이라고 할 수는 없었다. 토지 양도하지도 않고, 포로도 송환하지 않으며, 인질도 제공하지 않는다는 내용이었다. 캐스케는 영국의 통치를 받아들이지 못하고, 다른 프랑스인과 인디언 도망자와 함께 미시시피 강을 건너 영국 영토를 떠났다.

## 유산
폰티액 전쟁의 사상자 수는 정확히 알 수 없다. 전투에서 약 400명의 영국군 병사가 전사했고, 50명 정도는 체포된 후 고문으로 죽었다. 조지 크로건은 2,000명의 정착민이 살해되거나 포로가 된 것으로 간주했지만, 이 2,000명이라는 숫자가 사망자 수라는 자료도 있다. 이 폭동으로 약 4,000명의 정착민이 펜실베니아와 버지니아의 고향에서 피난을 갈 수 밖에 없었다. 인디언의 손실은 거의 기록되지 않았지만, 200여명이 전투에서 전사한 것으로 추정되며, 또한 피트 요새에 시도된 세균 무기가 성공하였다면, 사망자는 좀 더 늘어났을 지도 모른다.
폰티액 전쟁은 전통적으로 인디언 측의 패배로 간주되어 왔지만, 현대의 학자들은 군사적 교착상태로 여기고 있다. 인디언은 영국군을 몰아내는데 실패했지만, 영국도 인디언을 정복하지 못했다. 전장에서의 승리가 아닌 협상과 중재로 전쟁이 끝난 것이다. 인디언은 영국 정부에 애머스트의 정책을 포기시켰고, 프랑스 - 인디언 동맹에서 정형화되었던 인디언 교류 방식을 답습하여 일종의 승리를 쟁취했다고 말할 수 있다.
영국 정착민과 인디언과의 관계는, 프렌치 인디언 전쟁 때 극도의 긴장 관계에 있었지만, 폰티액 전쟁 동안에 오히려 완화됐다. 사학자 데이비드 딕슨은 “폰티액 전쟁은 양측 모두 학살의 광기에 취해 버린 듯, 그 무서운 폭력이 전례가 없던 것이었다.”고 평가했다. 사학자 다니엘 리히터는 인디언이 영국군을 몰아내려는 한 것과 팩스턴 보이즈가 백인 사회에서 인디언을 없애려고 한 것을 인종 청소의 예라고 생각했다. 전쟁에 관련된 양측 모두 정착민과 원주민은 본질적으로 다르며, 공생할 수 없다는 결론에 도달했다. 리히터는 이 전쟁이 “모든 원주민은 ‘인디언’이고 각 유럽계 미국인은 ‘백인’이며, 한쪽은 다른 한쪽을 파괴하기 위해 결속하는 새로운 사고방식을 가져 오게 되었다.”고 평했다.
영국 정부는 이주민과 인디언을 분리해 두지 않으면 안된다는 결론에 도달했다. 1763년 10월 7일, 〈1763년 파리 조약〉 후에 영국령 북아메리카를 재구성하기 위해 국왕령으로 〈1763년 선언〉이 나왔다. 이 선언은 폰티액 전쟁이 시작되었을 때 이미 발효되어 있었지만, 봉기 소식이 런던에 도착한 후 서둘러 선언된 바 있다. 영국 정부는 영국의 식민지와 애팔래치아산맥의 서쪽에 있는 인디언 땅 사이에 경계선을 그었다. 이 결과 애팔래치아산맥에서 미시시피 강 및 플로리다에서 뉴펀들랜드에 이르기 거대한 인디언 점유 영토가 완성되었다. 영국 정부는 이주민이 인디언의 땅을 가로 지르는 것을 금지시키면, ‘폰티액 전쟁’과 같은 분쟁이 더 일어나지 않을 것으로 예상했다. 사학자 콜린 캘러웨이는 “〈1763년 선언〉은 인디언과 백인의 교류가 아니라 인종 격리를 특징으로 하는 개념에 근거하고 있다”고 밝혔다.
폰티액 전쟁 영향은 오래 지속되었다. 〈1763년 선언〉에서 인디언이 그 영토에 대해 권리를 가지고 있다는 것을 공식적으로 인정했기 때문에, 그것은 인디언의 “권리장전”라 불렸지만, 여전히 캐나다 정부와 퍼스트 네이션 간의 관계에 있었다. 영국 정착민과 토지 투기가들에게 이 선언은 대프랑스 전쟁에서 얻어낸 전리품인 서부의 땅을 부정하고 있는 것과 같았다. 이것이 낳은 불만은 식민지들의 영국에 대한 충성심을 약해지게 만들어, 미국 독립 전쟁으로 이어졌다. 콜린 캘러웨이에 따르면 “폰티액 무리의 반란은 독립을 위한 최후의 미국 전쟁은 아니었다. 미국의 식민지 정착민이 수십년 후에 더 확실한 노력을 시작하여, 영국 정부가 폰티액 전쟁과 같은 분쟁이 발생하지 않도록 취한 수단으로 촉발되었다.
인디언에게 폰티액 전쟁은 영국계 정착민들의 식민지 확대에 대해 많은 부족이 공동협력하여 저항할 가능성을 증명한 것이다. 비록 그런 갈등이 부족과 마을을 분열시켰지만, 북미 유럽의 식민지에 여러 부족이 공동으로 대처한 저항이며, 백인과 인디언 사이의 전투에서 인디언의 완패는 끝나지 않은 첫 전쟁이었다. 〈1763년 선언〉은 결과적으로 영국인 정착민과 토지 투기가들의 서부 진출을 저지 할 수 없었기 때문에, 인디언은 새로운 저항 운동의 필요성을 느끼게 되었다. 1767년에 쇼니족 주도로 시작된 협의회로 시작하여, 다음 수십 년동안, 조셉 브랜트, 알렉산더 맥길리브레이, 블루 재킷 및 테쿰세 같은 영웅들이 폰티액 전쟁의 저항 노력을 재현하려는 동맹을 시도했다.